# پرم-۳۶

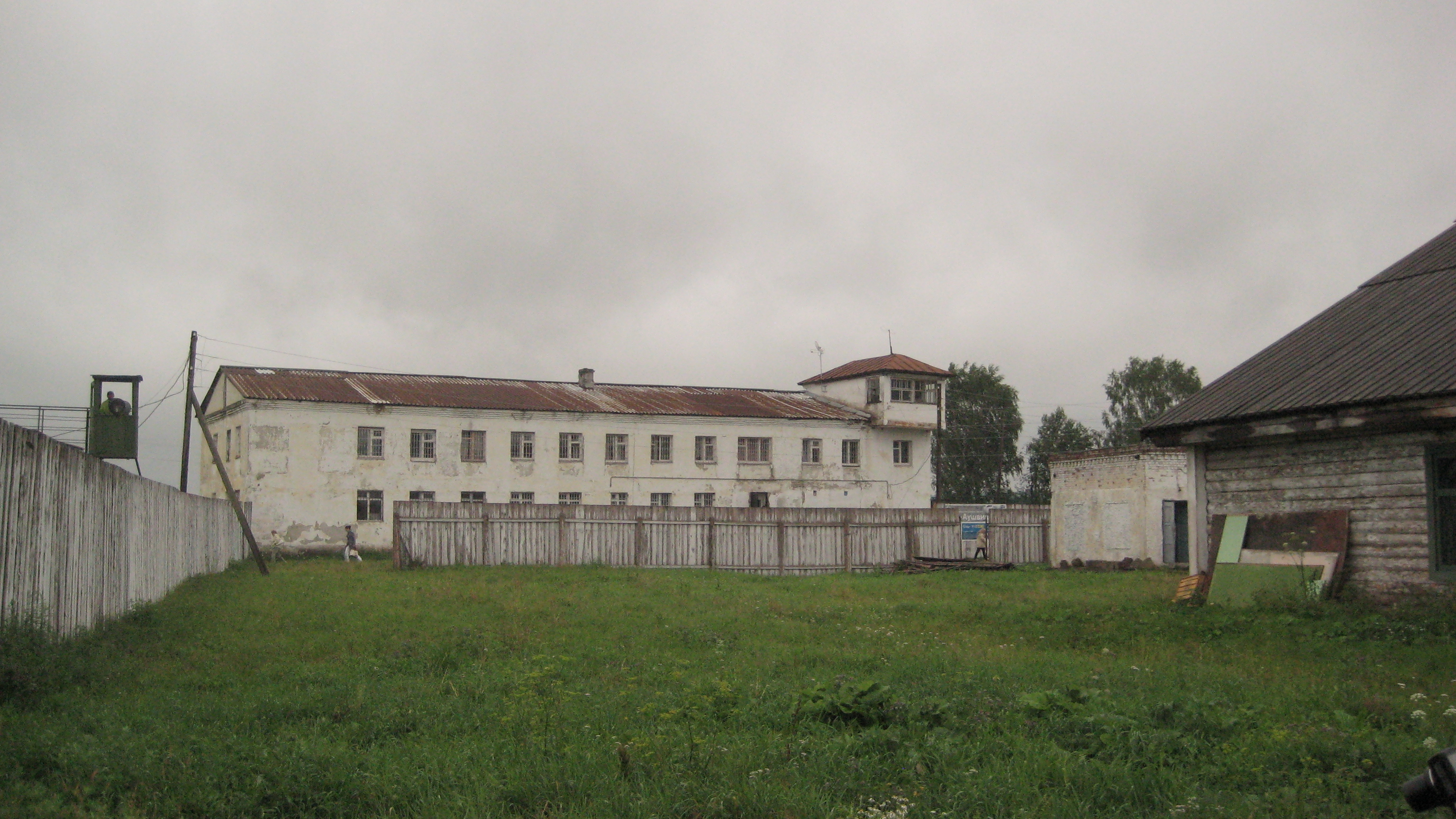
ساختمان اصلی

پرم-۳۶ (همچنین با نام ITK-6 شناخته می‌شود) یک کلنی کار اجباری اتحاد جماهیر شوروی بود که در نزدیکی روستای کوچینو واقع شده بود، ۱۰۰ کیلومتر (۶۰ مایل‌ها) در شمال شرقی شهر پرم در روسیه. این اردوگاه بخشی از سیستم بزرگ اردوگاه‌های کار اجباری بود که توسط اتحاد جماهیر شوروی سابق در دوران استالین تأسیس شد و به گولاگ معروف بود. از سال ۱۹۷۲، این اردوگاه به عنوان یک اردوگاه «رژیم سختگیرانه» و «رژیم ویژه» (строгого режима، особого режима) تعیین شد که منحصراً برای زندانی کردن «جنایتکاران دولتی به ویژه خطرناک»، عمدتاً مخالفان شوروی، استفاده می‌شد.
این اردوگاه که در سال ۱۹۴۶ ساخته شد و در دسامبر ۱۹۸۷ بسته شد، در سال ۱۹۹۴ توسط سازمان تاریخ بشر و حقوق بشر روسیه، مموریال، حفظ شد. در سال ۱۹۹۵ و سال بعد، به عنوان موزه "پرم-۳۶" تاریخ سرکوب سیاسی (که عموماً با نام موزه گولاگ شناخته می‌شود) برای عموم افتتاح شد.این مکان توسط یک سازمان غیردولتی به نام «مرکز یادبود سرکوب سیاسی پرم-۳۶» اداره می‌شد. این تنها نمونه باقی‌مانده از اردوگاه کار اجباری گولاگ بود، بقیه اردوگاه‌ها قبل از فروپاشی اتحاد جماهیر شوروی توسط دولت شوروی متروکه یا تخریب شده بودند.
این موزه یکی از اعضای بنیانگذار ائتلاف بین‌المللی اماکن تاریخی وجدان بود. و سالانه به‌طور متوسط ۳۵۰۰۰ بازدیدکننده داشت. امیدهایی وجود داشت که این موزه به عنوان یک میراث جهانی یونسکو ثبت شود. با این حال، در سال ۲۰۰۴، صندوق جهانی بناهای تاریخی، پرم ۳۶ را در فهرست ۱۰۰ مکان در معرض خطر قرار داد.
بعداً، نهادهای مختلف دولت سرزمین پرم، حمایت و تأمین مالی موزه را قطع کردند و این موزه را مجبور به تعطیلی در آوریل ۲۰۱۴ کردند.

## پرم-۳۶ در دوره شوروی
گروه‌ها و افراد در اردوگاه‌های پرم در گزارشی در سال ۱۹۷۴ که توسط نشریه سامیزدات با عنوان «وقایع‌نامه رویدادهای جاری» منتشر شد، توصیف شدند. پس از مقدمه‌ای بر اردوگاه‌ها و شرح برخی از افراد نگهداری شده در پرم-۳۵، گزارش به ۹۵ زندانی در پرم-۳۶ پرداخت. این گزارش آنها را در هشت گروه که به جرم‌های مختلف دستگیر و زندانی شده بودند، فهرست کرد: جرایم سامیزدات، اعتراضات و دادخواست‌ها، مانند سمیون گلزمن (۷ سال، به علاوه ۳ سال تبعید)؛ عضویت در «سازمان‌های ضد شوروی»، مانند ایوان کندیبا (سال‌ها)؛ صهیونیست‌ها، مانند برخی از کسانی که به دلیل نقش خود در محاکمه هواپیماربایان در سال ۱۹۷۰ و «ماجرای هواپیما» در لنینگراد در سال ۱۹۷۱ به ۱۰ تا ۱۲ سال زندان محکوم شدند؛ افرادی که سعی در ترک اتحاد جماهیر شوروی داشتند؛ ملی‌گرایان اوکراینی «و کسانی که محکوم به چنین مجازاتی شدند»، مانند واسیل استوس (۵ سال، به علاوه ۳ سال تبعید)؛ جنبش ملی لیتوانی، مانند یووزاس یوسیس (۱۲ سال) و هفت نفر که در حال گذراندن دوره ۲۵ ساله بودند؛ جنایتکاران جنگی؛ و کسانی که به «جرایم بسیار خطرناک علیه دولت» محکوم شدند، مانند تیموراز چانتوریشویلی، شاعر گرجی (۱۲ سال). جدی‌ترین جرم «مخالف» بین سال‌های ۱۹۶۰ تا ۱۹۸۷، تحریک ضد شوروی (ماده ۷۰) بود. این جرم در قانون جزای پس از استالین در میان «جرایم بسیار خطرناک علیه دولت»، یعنی خیانت، قاچاق و غیره گنجانده شده بود.

## انجمن «پیلوراما»
از سال ۲۰۰۵ به بعد، یک گردهمایی بین‌المللی سالانه در پرم-۳۶ با نام «پیلوراما» (به معنای «کارخانه اره‌کشی» یا به‌طور دقیق‌تر «نیمکت اره برقی») برگزار می‌شد که شامل جلسات، نمایش فیلم، نمایشگاه‌ها و کنسرت‌ها بود و هزاران نفر از جمله زندانیان سابق و فعالان حقوق بشر، از جمله ولادیمیر لوکین، کمیسر حقوق بشر در روسیه را به خود جذب می‌کرد.
«کارخانه اره‌کشی» مورد توجه همه نبود. این مکان مورد انتقاد و حمله نگهبانان سابق زندان پرم-۳۶ و برخی از جنبش‌های اجتماعی با محوریت استالین قرار گرفت. آنها استدلال می‌کردند که برگزارکنندگان این گردهمایی عمداً شدت بازداشت را «برای تبلیغات ضد شوروی» اغراق کرده‌اند، در حالی که به گفته خودشان، سوابق زندان و شواهد خود نگهبانان را نادیده گرفته‌اند.

## تصاحب
در پاییز ۲۰۱۳، یک سازمان غیردولتی مستقل که خود را «موزه یادبود پرم-۳۶ تاریخ سرکوب سیاسی» می‌نامید، به عنوان یک سازمان غیردولتی فدرال شناخته شد و این موزه در فهرست «اماکن ملی یادبود» روسیه قرار گرفت. سال بعد، یک موزه دولتی با نامی مشابه ایجاد شد و به تدریج مدیریت موزه پرم-۳۶ را به عهده گرفت.
این تغییرات که در دوره‌ای از نوستالژی برای اتحاد جماهیر شوروی در روسیه و میهن‌پرستی ناشی از الحاق کریمه رخ داد، توسط بسیاری به عنوان یک کمپین سازمان‌یافته علیه موزه اصلی «سرکوب سیاسی» تلقی شد. رسانه‌های رسمی روسیه و برخی از سازمان‌های ملی‌گرا شروع به توصیف موزه تأسیس‌شده در سال ۱۹۹۵ به عنوان ستون پنجم کردند.
این سازمان غیردولتی سرانجام پس از مشاجرات مکرر با مقامات پرم-۳۶ منحل شد. موزه و نمایشگاه‌های آن برای حذف اشارات به استالین مرمت شدند.

## لینک‌ها
- وب‌سایت رسمی پرم-۳۶ (به زبان روسی)
- وقایع‌نگاری از وقایع جاری، ۱۹۶۸-۱۹۸۲.